# 游騎兵6號
| 儀器設備     | 儀器設備                 |
| ------------ | ------------------------ |
| 電視攝影機 : | 傳送月球表面的近距離影像 |

游騎兵6號是一个游騎兵计划的航天器，旨在撞擊月球表面，並且在撞擊前的最後幾分鐘飛行時間內傳送回月球表面的高解析度照片。這艘太空船攜帶了六架電視光導攝像管，2架是廣角（F頻道，A和B攝影機），4架是窄視野（P頻道）來完成這些目標。這些攝影機分成兩組，各自有獨立的電源、計時器和傳輸設備，以最大的可能來獲得高品質的電視影像。太空船上沒有其它的實驗設備，但由於攝影機系統的故障，沒有任何影像被傳送回來。

## 太空船設計
游騎兵6號、7號、8號、和9號都是屬於模組3形式的游騎兵太空船。這些太空船有一個直徑1.5米的六角形基座，在上面有推進器和動力系統，還有一座截去尖端以安放電視攝影機的圓錐形塔。兩個翼狀的太陽能板，每個寬379毫米、長1,537毫米，由基做相對的兩側向外擴展，跨度為4.6米，一個定向的高增益碟形天線被安裝在基座上遠離太陽能板的一個角上。一個圓柱狀的準靜態無定向天線被安置在錐形塔的頂端。太空船整體的高度是3.6米。
由4片噴流葉片進行向量控制、在中途修正與校正航向的推進器推力以肼為燃料，推力為224牛頓。三軸的定位指向和姿態控制以12個氮氣噴嘴與3個陀螺儀耦合。4個主要的太陽感測器、2個備用的太陽感測器射器，和一個地球感測器。動力由在兩片太陽能板上，陣列面積為2.3平方米的9,792個太陽電池供應，產生的動力為200瓦。兩個功率為1200瓦-小時，電壓26.5伏特的銀鋅-氧電池可以單獨提供分離的通信與電視攝影機的機組運作9小時，兩個1千瓦-小時的銀鋅氧蓄電池儲存太空船運作所需要的電力。
通訊可以經由quasiomnidirectional的低增益天線和拋物面的高增益天線。太空船的傳輸器包括電視頻道F在959.52MHz的60瓦功率，和電視頻道P在960.05MHz的60瓦功率，還有頻道8在960.58上的3瓦傳輸器。電訊設備將照像圖片的訊號轉換為視訊的RF訊號後，由太空船的高增益天線依序傳送。足夠的視頻頻寬使窄視野和廣角的電視圖片影像都可以快速的傳送。

## 任務簡介
游騎兵6號先發射至地球上的泊車軌道，然後愛琴那再度點燃將之推送入前往月球的拋射軌道，並通過地面的控制在旅程的早期進行中途的路徑修正。在1964年2月2日，發射後65.5小時，游騎兵6號撞擊在寧靜海的東側邊緣。太空船下降的方向是正確的，但是在這段期間沒有獲得任何的視訊資料。一個檢討委員會認為最有可能失敗的原因是在大約發射後二分鐘，助推引擎分離的期間，電視的動力系統無意間開啟了67秒產生的電弧。
這是美國第四次嘗試撞擊月球，並且是最接近成功的一次。這艘太空船是模組3的第一艘，首度攜帶了六架電視攝影機，並且為了避免汙染月球表面而做了消毒的處理。這一系列也為未來野心勃勃的任務布署可用的設備（例如太陽能板），做為未來行星際太空船的試驗場所。模組3的太空船攜帶173公斤重的電視單位（取代了模組2游騎兵太空船的登月膠囊），這六架攝影機包括二架廣角全景和四架窄視野。游騎兵6號成功的飛抵月球，並如期在2月2日09:24:32 UT撞擊表面，撞擊點的座標是北緯9°24'，東經21°30'。不幸的是，供應電視攝影機的電源供應器在三天以前，阿特拉斯的助推器分離時短路了，因此系統無法運作。這套攝影系統可以提供範圍從6.4公里至1,448公里的高解析度照片以支援阿波羅計畫。

## 外部連結
- 撞擊月球：游騎兵計畫的歷史 (PDF) 1977年 （页面存档备份，存于）（英文）